# Glyn Dillon
Glyn Dillon (1971) es un historietista y diseñador gráfico británico, conocido por su novela gráfica, publicada en 2012, El Nao de Brown.

## Biografía y carrera
Su padre era cantante; su hermano mayor, Steve Dillon, también era dibujante de cómics. Obtuvo su primer trabajo en los cómics a los 17 años, y trabajó en el medio durante siete años, dibujando "Planet Swerve", una tira sobre "estudiantes de arte en el espacio", escrita por Alan Martin, para Deadline, y varios trabajos para la línea Vertigo, de DC Comics, incluyendo la miniserie Egipto y una etapa de Shade, El hombre cambiante, ambas con el guionista Peter Milligan. Dibujó parte del arco argumental "Las benévolas" de The Sandman, la serie escrita por Neil Gaiman.
A mediados de los años 90, abandonó los cómics y trabajó en el cine y la televisión, fundamentalmente como artista conceptual y diseñador de storyboards, así como director de las promociones musicales de RSA Films, propiedad de Ridley Scott. Compartió un estudio en Londres con Jamie Hewlett, y colaboró en el proyecto musical y de animación Gorillaz. En 2007, la revista sobre arte para cómics Swallow publicó una retrospectiva de su trabajo, y empezó a trabajar en su novela gráfica, La Nao de Brown. El cómic, una historia sobre una mujer joven con un trastorno obsesivo-compulsivo de la personalidad fue publicada por SelfMadeHero en 2012[ y ganó el Premio Especial del Jurado en el Festival Internacional de Comics de Angoulême de 2013. 
En 2013, trabajó como artista conceptual en el departamento de vestuario de El destino de Jupiter, y más tarde en Kingsman: The Secret Service. Se convirtió en el jefe del subdepartamento de concepción artística del departamento de vestuario de Star Wars: Episodio VII - El despertar de la Fuerza, para la cual, entre otros diseños, creó la máscara del villano de la película, Kylo Ren, antes de ser promovido a codiseñador de vestuario, junto a Dave Crossman, para la película Rogue One: una historia de Star Wars.